# Napoleon (Ohio)
Napoleon é uma cidade localizada no estado norte-americano de Ohio, no Condado de Henry.

## Demografia
Segundo o censo norte-americano de 2000, a sua população era de 9318 habitantes.
Em 2006, foi estimada uma população de 9119, um decréscimo de 199 (-2.1%).

## Geografia
De acordo com o United States Census Bureau tem uma área de
15,5 km², dos quais 14,5 km² cobertos por terra e 1,0 km² cobertos por água.

## Localidades na vizinhança
O diagrama seguinte representa as localidades num raio de 16 km ao redor de Napoleon.